# Waldram (Wolfratshausen)
Waldram ist ein Stadtteil der Stadt Wolfratshausen im oberbayerischen Landkreis Bad Tölz-Wolfratshausen.
Der Ort liegt südöstlich des Wolfratshauser Stadtteils Farchet und befindet sich auch südöstlich des Wolfratshauser Zentrums. Am westlichen Rand von Waldram verläuft die B 11 und am nördlichen Rand der Loisach-Isar-Kanal. Östlich fließt die Isar, an der sich das 372 ha große Naturschutzgebiet Pupplinger Au erstreckt.

## Geschichte
Das heutige Wohnviertel mit überwiegender Eigenheimbebauung entstand aus der Umnutzung des ehemaligen jüdischen DP-Lagers Föhrenwald als Wohnraum für Teile der nach dem Zweiten Weltkrieg zu Millionen in Restdeutschland angekommenen Flüchtlinge und Heimatvertriebenen aus ehemaligen deutschen Gebieten im östlichen Europa, die bei der Kapitulation am Kriegsende anderen Staaten zugeordnet wurden. Zwischen 1945 und 1957 lebten in Föhrenwald zeitweilig über 5000 Juden. Ursprünglich wurde das Lager von den Nationalsozialisten im Jahr 1939 errichtet als Lagersiedlung für die Zwangsarbeiter der nahen Rüstungsbetriebe, der Sprengstoff- und Munitionsfabriken der Deutschen Sprengchemie GmbH (DSC) und der Dynamit Actien-Gesellschaft (DAG) im Staatsforst von Wolfratshausen. Namensgebend war damals der ursprüngliche Flurname „Forst Ferchach“, wobei „Ferch“ der bayerische Begriff für die Föhre ist. Diesen bayerischen Ausdruck verhochdeutschte die Reichsleitung der NSDAP in Berlin, als dort die Entscheidung fiel, die kriegswichtigen Munitionsfabriken im „Forst Ferchach“ südlich von Wolfratshausen zu bauen. Ein früherer Plan, diese Fabriken im Forstenrieder Wald südlich von München zu errichten, war am Widerstand weiter Bevölkerungsteile gescheitert.
Kurz vor der Auflösung des DP-Lagers erwarben Ende 1955 das katholische Diözesansiedlungswerk und das Erzbistum München und Freising das gesamte Gelände und ließ alle Gebäude sanieren und mit einem Badezimmer ausstatten. Damit verlor auch das bis dahin gemeinsam genutzte Sanitärgebäude des Lagers, das Badehaus, seine Funktion. Die Umbenennung von Föhrenwald zu Waldram wurde am 24. Juni 1956 vom Diözesansiedlungswerk bei der Stadt Wolfratshausen beantragt, die diesen Antrag gemäß den bayerischen Bestimmungen an die Rechtsaufsichtsbehörde, der Regierung von Oberbayern, weiterleitete. Dieser Antrag wurde am 7. November 1957 von der Bayerischen Staatsregierung genehmigt. Damit wurde dem Wunsch entsprochen, die Geschichte des Ortes (zunächst Lager für Zwangsarbeiter, dann DP-Lager) zu überwinden. Für den neuen Namen Waldram stand der Abt Waldram Pate, der gemäß den Annalen das Kloster Benediktbeuern gegründet hatte. Das Kloster Benediktbeuern war lange der Grundherr über diese Flur.
Auf einem kreisförmigen Denkmal, welches seit 1998 auf dem Prälat-Maier-Platz in Waldram zu finden ist und vom Künstler Ernst Grünwald stammt, wird auf einer Texttafel die Waldramer Geschichte für die Nachkriegsgenerationen aufgezeigt. Zusätzlich erinnert seit 2010 am Ortseingang eine Gedenktafel an die Geschichte des Lagers Föhrenwald. Seit 2018 erzählt das Museum Erinnerungsort Badehaus in seiner Dauerausstellung die Geschichte des Ortsteils.
Während der Flüchtlingskrise in Europa 2015/2016 hat Waldram (das frühere Lager Föhrenwald) sich an seine Geschichte als DP-Lager erinnert und einige Flüchtlinge untergebracht.

## Infrastruktur
Folgende Einrichtungen der Infrastruktur sind in Waldram vorhanden:
- Kindergarten St. Josef sowie städtischer Kindergarten
- Spielplätze
- Kinderhort
- Grund- und Mittelschule Wolfratshausen-Waldram
- St. Matthias Waldram: Gymnasium, Kolleg und FOS St. Matthias
- Stadtbücherei Wolfratshausen Zweigstelle Waldram
- Museum Erinnerungsort Badehaus
- katholische Kirche „St. Josef der Arbeiter“
- Friedhof
- Fußballverein DJK Waldram
- Sportplätze
- Supermarkt
- Bank
- Gasthof
- Café
- diverse Spezialgeschäfte und Dienstleister

## Wirtschaft

### Industrie
Im Zweiten Weltkrieg befand sich nur wenige Meter südlich der heutigen Siedlung die größte Munitionsfabrik des gesamten Deutschen Reiches. Die Bauwerke waren meist unterirdisch um sie für Luftaufklärer des Gegners schwerer auffindbar zu machen. Nach dem Krieg wurde diese riesige Industrieanlage aufgegeben und in den späten 1940er Jahren auf Anweisung der amerikanischen Militärregierung größtenteils gesprengt bzw. zurückgebaut. Heute findet man nur noch wenige Überreste in Form von kurzen Tunneln im Wald.
Nach dem Krieg siedelte sich Pana Textil GmbH an, ein Unternehmen, welches Badezimmerteppiche herstellte. Dieser Betrieb ging 2010 nach einer Übernahme durch ein indisches Unternehmen (Faze Three Limited) in die Insolvenz. Zuletzt hatte Pana noch 35 Mitarbeiter beschäftigt.
Heute hat Waldram keine produzierenden Industriebetriebe mehr.

### Handwerk und Einzelhandel
In Waldram gibt es zahlreiche Handwerksbetriebe zur Befriedigung des täglichen Bedarfs (Bäckerei, Friseur etc.). Etliche Geschäfte bieten neben Dingen für den Alltag auch ein etwas spezialisierteres Angebot für unterschiedliche Hobbys sowie diverse Dienstleistungen an.

## Verkehr
Waldram ist an die Bundesstraße 11 (München – Innsbruck), welche in diesem Bereich vierspurig ausgebaut ist, mit einer eigenen Anschlussstelle angebunden.
An den öffentlichen Personennahverkehr ist Waldram über ein Buslinie mit mehreren Haltestellen angebunden, mit der Wolfratshausen mit seiner S-Bahn-Station im Norden und die Nachbarstadt Geretsried im Süden erreichbar ist.

## Sehenswürdigkeiten
In der Liste der Baudenkmäler in Wolfratshausen ist für Waldram kein Baudenkmal aufgeführt.

## Vereine
- Siedlungsgemeinschaft Waldram.e.V. https://www.eigenheimerverband.de/ov/waldram/geschichte/
- Bürger fürs BADEHAUS Waldram-Föhrenwald e.V. https://erinnerungsort-badehaus.de/museum/
- Kolpingfamilie Waldram https://www.kolping-waldram.de/: In Anknüpfung an den jüdischen Abschnitt der Waldramer Geschichte veranstaltet die Kolpingsfamilie Waldram seit 2004 in der Karwoche ein Paschamahl, das an das letzte Abendmahl Jesu erinnert.[14]
- DJK Waldram https://www.djkwaldram.de/